# Кубо, Такэфуса
Такэфу́са Ку́бо (яп. 久保 建英 Кубо Такэфуса, родился 4 июня 2001) — японский футболист, атакующий полузащитник испанского клуба «Реал Сосьедад» и национальной сборной Японии. За стиль игры его называют «японским Месси».

## Клубная карьера
В возрасте семи лет начал играть в клубе «Персиммон» из своего родного города Кавасаки. В августе 2011 года был приглашён в футбольную академию испанской «Барселоны» (Ла Масия). Выступал за академию каталонской команды до 2015 года, когда выяснилось, что «Барселона» нарушила правила ФИФА по трансферу игроков, не достигших 18 лет. После этого Такэфуса покинул Испанию и вернулся на родину, подписав юношеский контракт с клубом «Токио».
В августе 2018 года отправился в аренду в клуб «Иокогама Ф. Маринос». Забил гол в своём дебютном матче в ворота клуба «Виссел Кобе».
14 июня 2019 года было объявлено о подписании контракта с мадридским «Реалом».
В августе 2019 года отправился в сезонную аренду в клуб «Мальорка».
10 августа 2020 года отправился в очередную сезонную аренду в клуб «Вильярреал».
8 января 2021 года на правах аренды перешёл в «Хетафе» до конца сезона.
11 августа 2021 года вернулся в «Мальорку» в аренду на сезон.
19 июля 2022 года перешёл в «Реал Сосьедад».

## Карьера в сборной
Был включён в состав олимпийской сборной Японии на Олимпиаду 2020.
Был включён в состав сборной Японии на чемпионат мира 2022.
Был включён в состав сборной на Кубок Азии 2023 в Катаре.

## Статистика выступлений

### Клубная статистика
Данные актуальны по состоянию на 2 января 2024 года
| Выступление         | Выступление      | Выступление      | Чемпионат | Чемпионат | Кубки | Кубки | Континент | Континент | Итого | Итого |
| Клуб                | Лига             | Сезон            | Игры      | Голы      | Игры  | Голы  | Игры      | Голы      | Игры  | Голы  |
| ------------------- | ---------------- | ---------------- | --------- | --------- | ----- | ----- | --------- | --------- | ----- | ----- |
| Токио               | J.League Div. 1  | 2017             | 2         | 0         | 2     | 0     | —         | —         | 4     | 0     |
| Токио               | J.League Div. 1  | 2018             | 4         | 0         | 6     | 1     | —         | —         | 10    | 1     |
| Токио               | J.League Div. 1  | 2019             | 13        | 4         | 3     | 1     | —         | —         | 16    | 5     |
| Токио               | Итого            | Итого            | 19        | 4         | 11    | 2     | —         | —         | 30    | 6     |
| Иокогама Ф. Маринос | J.League Div. 1  | 2018             | 5         | 1         | 1     | 0     | 0         | 0         | 6     | 1     |
| Реал Мадрид         | Ла Лига          | 2019/20          | 0         | 0         | 0     | 0     | 0         | 0         | 0     | 0     |
| Мальорка            | Ла Лига          | 2019/20          | 35        | 4         | 1     | 0     | —         | —         | 36    | 4     |
| Мальорка            | Ла Лига          | 2021/22          | 27        | 1         | 3     | 1     | —         | —         | 30    | 2     |
| Мальорка            | Итого            | Итого            | 62        | 5         | 4     | 1     | —         | —         | 66    | 6     |
| Вильярреал          | Ла Лига          | 2020/21          | 13        | 0         | 1     | 0     | 5         | 1         | 19    | 1     |
| Хетафе              | Ла Лига          | 2020/21          | 18        | 1         | 0     | 0     | 0         | 0         | 18    | 1     |
| Реал Сосьедад       | Ла Лига          | 2022/23          | 35        | 9         | 2     | 0     | 7         | 0         | 44    | 9     |
| Реал Сосьедад       | Ла Лига          | 2023/24          | 18        | 6         | 1     | 0     | 6         | 0         | 25    | 6     |
| Реал Сосьедад       | Итого            | Итого            | 53        | 15        | 3     | 0     | 13        | 0         | 69    | 15    |
| Всего за карьеру    | Всего за карьеру | Всего за карьеру | 170       | 26        | 20    | 3     | 18        | 1         | 208   | 30    |

## Достижения

### Командные
«Вильярреал»
- Победитель Лиги Европы УЕФА: 2020/21

### Личные
- Член «команды года» в Ла Лиге: 2019/20[15]
- Игрок месяца Ла Лиги: сентябрь 2023